# Шорохово (Тюменская область)
Шо́рохово — село в Исетском районе Тюменской области России. Административный центр Шороховского сельского поселения.

## География
Село находится в юго-западной части Тюменской области, в пределах юго-западной части Западно-Сибирской низменности, в подзоне северной лесостепи, на берегах реки Бешкилька, при автодороге Р254, на расстоянии примерно 17 км (по прямой) к северо-востоку от села Исетское, административного центра района. Абсолютная высота — 91 м над уровнем моря.

### Климат
Климат континентальный с холодной зимой и жарким непродолжительным летом. Продолжительность солнечного сияния — 2076 часов в год. Безморозный период длится в среднем 191 день. Среднегодовое количество осадков — 374 мм, из которых около 304 мм выпадает в период с апреля по октябрь. Продолжительность периода с устойчивым снежным покровом — 150 дней.

## Население
| 2010 |
| ---- |
| 2068 |

### Половой состав
По данным Всероссийской переписи населения 2010 года, в половой структуре населения мужчины составляли 46,3 %, женщины — соответственно 53,7 %.

### Национальный состав
Согласно результатам переписи 2002 года, в национальной структуре населения русские составляли 85 % из 2232 чел.

## Улицы
| - ул. 40 лет Победы, - ул. 60 лет Октября, - ул. 70 лет ВЛКСМ, - ул. Береговая, - ул. Весенняя, - ул. Заозёрная, - ул. Заречная, - ул. Зелёная, | - ул. Калинина, - ул. Камышникова, - ул. Кленовая, - ул. Комсомольская, - ул. Луговая, - ул. Малая, - ул. Механизаторов, - ул. Минеральных вод, | - ул. Мира, - ул. Молодёжная, - пер. Новый, - пер. Октябрьский, - ул. Первомайская, - ул. Пионерская, - ул. Полевая, - ул. Рабочая, | - ул. Рябиновая, - ул. Садовая, - ул. Сиреневая, - ул. Советская, - ул. Спортивная, - ул. Строителей, - пер. Школьный, - ул. Энергетиков. |